# 佟磊 (演员)
佟磊（1982年—），中國男演員，簽約北京西影漢唐傳媒有限公司，主要作品有《與青春有關的日子》、《梅花檔案之秘密列車》、《家和萬事興》等。

## 網路劇
- 2016年：《異能家庭》 飾 劉建國

## 電視劇
- 2006年：《與青春有關的日子》 飾 馮褲子
- 2009年：《梅花檔案之秘密列車》 飾 瘦許
- 2010年：《我是你兒子》 飾 魯小彬
- 2011年：《風車》 飾 馬曉強
- 2015年：《醫館笑傳》 飾 趙布祝
- 2020年：《龍嶺迷窟》(網絡劇) 飾 大金牙
- 2024年：《看不見影子的少年》(網絡劇) 飾 遊戲廳老闆

## 電影
- 2007年：《城市上空的鳥》 飾 落水導演
- 2010年：《劍雨》 飾 唐公公
- 2010年：《嘻遊記》 飾 足球解說員
- 2011年：《與時尚同居》 飾 小伴
- 2013年：《中國合伙人》 飾 許文[1]
- 2013年：《啊朋友還錢》 飾 姜岩[2]
- 2013年：《牛膽神偷》 飾 啞巴
- 2015年：《老炮兒》 飾 年輕六爺

## 微電影
- 2013年：《超級大導演之金剛王》 飾 馮導